# Es gibt nur eine Liebe
Es gibt nur eine Liebe (Alternativtitel: Abenteuer aus Liebe) ist eine Filmkomödie des Regisseurs Johannes Meyer aus dem Jahr 1933. In der Hauptrolle verkörpert Heinz Rühmann den Ballettmeister Eddy Blattner.

## Handlung
Der Kammersänger Sir Henry Godwin und der Ballettmeister Blattner brauchen Urlaub. Die beiden beschließen, gemeinsam eine Auszeit in den Bergen zu nehmen. Zeitgleich ist dort die Stenotypistin Dolores mit ihrem Chef geschäftlich unterwegs. Durch eine Warnung der örtlichen Polizei, die besagt, dass aktuell Ganoven dort ihr Unwesen treiben, sind sie und ihr Chef besonders vorsichtig.
Durch einen Umstand treffen die beiden Geschäftsreisenden die beiden Urlauber Godwin und Blattner. Durch den beeindruckenden Gesang Godwins, verliebt sich die mit romantischen Gefühlen besonders gesegnete Dolores in ihn und folgt den beiden nun auf Schritt und Tritt. Da sie zudem denkt, auf die beiden Ganoven gestoßen zu sein, vor denen sie die Polizei gewarnt hat, erfährt die Situation für sie einen zusätzlichen, besonderen Reiz, denn nun denkt sie, dass sie mit den beiden mutmaßlichen Ganoven, gemeinsam auf der Flucht vor der Polizei ist.

## Sonstiges
Erst drei Jahre zuvor, 1930, gelang Heinz Rühmann mit der Filmoperette Die Drei von der Tankstelle sein Durchbruch in der Filmbranche.

## Produktionsnotizen
Der Film kam am 16. November 1933 in die deutschen Kinos. Weitere Erstaufführungen waren (im Ausland) der 21. Oktober 1934 in Finnland und der 22. Januar 1937 in den USA.